# Cohuatichan
Cohuatichan är en ort i Mexiko.   Den ligger i kommunen Cuetzalan del Progreso och delstaten Puebla, i den sydöstra delen av landet, 180 km öster om huvudstaden Mexico City. Cohuatichan ligger 1 249 meter över havet och antalet invånare är 195.
Terrängen runt Cohuatichan är kuperad åt nordost, men åt sydväst är den bergig. Runt Cohuatichan är det ganska tätbefolkat, med 179 invånare per kvadratkilometer. Närmaste större samhälle är Ciudad de Cuetzalan, 3,0 km norr om Cohuatichan. I omgivningarna runt Cohuatichan växer i huvudsak städsegrön lövskog.